# ريبيكا فيلدمان
ريبيكا فيلدمان (بالإنجليزية: Rebecca Feldman)‏ هي منافسة ألعاب القوى أسترالية، ولدت في 8 فبراير 1982 في ملبورن في أستراليا.

## روابط خارجية
- ريبيكا فيلدمان على موقع النتائج التاريخية لألعاب القوى الأسترالية (الإنجليزية)
- ريبيكا فيلدمان على موقع Paralympic.org (الإنجليزية)